# Castiglione a Casauria
Castiglione a Casauria – miejscowość i gmina we Włoszech, w regionie Abruzja, w prowincji Pescara.
Według danych na rok 2004 gminę zamieszkiwało 913 osób, 57,1 os/km².